# الأشراف الغربية
قرية الأشراف الغربية هي إحدى القرى التابعة لمركز قنا في محافظة قنا في جمهورية مصر العربية. حسب إحصاءات سنة 2006، بلغ إجمالي السكان في الأشراف الغربية 9989 نسمة، منهم 4977 رجل و5012 امرأة.